# Ramón Auñón y Villalón
Ramón Auñón y Villalón (Morón de la Frontera, 25 d'agost de 1844 - Madrid, 20 de maig de 1925) va ser un marí militar i polític espanyol, marquès de Los Pilares.

## Biografia
Ingressà a la Marina en 1855 i participà en combat per primer cop al bombardeig de Larraix en 1860. Com a militar va combatre en les guerres d'Àfrica, de la Restauració dominicana (1864) i en la Guerra de Cuba. Va arribar a ser ministre de Marina en 1898 sota govern de Sagasta, substituint Segismundo Bermejo, el dia 18 de maig. Durant el seu mandat com a ministre de Marina va ordenar l'atac per part de l'armada espanyola de ciutats costaneres americanes, encara que finalment acabaria cancel·lant l'ordre. Va recolzar l'ordre de Ramón Blanco de treure la flota del port de Santiago de Cuba, amb la consegüent derrota a les mans de l'armada nord-americana, en la qual es va conèixer com a batalla naval de Santiago de Cuba. Va justificar aquesta decisió com «una qüestió d'honor», preferint la derrota a la rendició.
Va ser una persona a la qual es va tenir en bona estima a la ciutat de Cartagena. Va morir el 20 de maig de 1925, sent enterrat a les 16:00 h de l'endemà al cementiri de San Justo, en una cerimònia a la qual va acudir el general Valerià Weyler.